# Fito Cabrales
Adolfo Cabrales, conegut com a Fito, (Bilbao, 6 d'octubre de 1966) és un músic basc. Adolfo Cabrales va néixer al barri bilbaí de Zabala, passant part de la seva infància i adolescència a Laredo (Cantàbria) i a Màlaga. Fito destaca pel seu peculiar estil personal; Extremadament prim i petit. Sol portar el cabell totalment rapat i unes patilles llargues. Altres de les seves senyes d'identitat són les cigarretes subjectes a les clavilles de la seva guitarra i les seves boines. Als primers anys amb Platero i Tu les solia regalar després dels concerts, cosa que ja no ho fa.

## Carrera musical
El 1989 Fito s'uneix a Iñaki «Uoho» Antón, Juantxu «Mongol» Olano i Jesús «Maguila» García, del mateix barri i formen el grup de rock Platero y Tú. El 1991 graven el seu primer disc, Voy a acabar borracho.

## Fito & Fitipaldis
El 1998 crea de forma paral·lela a Platero y Tú el grup Fito & Fitipaldis, per publicar en el seu primer treball, A porta tancada, una sèrie de temes acústics que no s'ajustaven a l'estil musical de Platero y Tú. En principi tots dos grups van coexistir sense problemes, però després de la dissolució de Platero y Tu el 2001, Fito es va dedicar en exclusiva al seu nou grup. Amb la publicació del seu segon àlbum Los sueños locos i de les posteriors enregistraments, va desenvolupant el seu estil personal, al mateix temps que va iniciar un acostament al so de la darrera època de Platero i Tu, tornant a introduir guitarres elèctriques i ritmes més ràpids i directes. Amb els Fitipaldis, Fito ha aconseguit més èxits de vendes que amb Platero y Tu, cosa li ha valgut crítiques dels sectors més conservadors del rock d'Espanya

## Discografia

### Amb Platero y Tu
- Voy a acabar borracho, (1991), Wellcome. Reeditat per DRO el 1996.
- Burrock'n'roll, (1992), DRO.
- Muy deficiente, (1992), DRO.
- Vamos tirando, (1993), DRO.
- Hay poco Rock & roll, (1994), DRO
- A pelo, (en directo, 1996), DRO
- 7, (1997), DRO
- Correos, (2000), DRO
- Hay mucho Rock & roll, Volumen I (2002) y Volumen II (2005), DRO

### Amb Extrechinato y Tú
- Poesía Básica, (2001), DRO

### Amb Fito & Fitipaldis
- A puerta cerrada, (1998), DRO
- Los sueños locos, (2001), DRO
- Lo más lejos a tu lado, (2003), DRO
- Vivo... para contarlo, (en directo, 2004), DRO
- Por la boca vive el pez, (2006), DRO
- Dos son multitud (en directe con Andrés Calamaro, 2008), DRO
- Antes de que cuente diez, (2009), DRO
- "Huyendo conmigo de mí" (2014), DRO
- "Cada vez cadáver" ([2021]), DRO
- "Cielo hermético" ([2021]), DRO

### Col·laboracions
- Los piratas del Nervión "De nuevo en tus brazos (amb Robe Iniesta i Francis Doctor Deseo)"
- The Flying Rebollos "Mis amigos (amb Robe Iniesta)" (Esto huele a pasta/1997)
- Gatibu "Urepel" (Zoramena/2002)
- Marea "Pan duro" (Besos de perro/2002)
- La Fuga "Sueños de papel" (Calles de papel/2003)
- Afónicos perdidos "En primera plana" (Sin dar marcha atrás/2004)
- Tributo a radio futura "La negra flor" (Tributo a radio futura/2004)
- Loquillo y Trogloditas "Luché contra la ley" (Hermanos de sangre/2006)
- Ariel Rot "Baile de ilusiones" (Dúos, tríos y otras perversiones/2007)
- Sicario "Filo de navajas con Rayka" (La ley d'Ohm/2007)
- Candy Caramelo "Tipo normal" (Por amar no hay que pagar/2008)
- Hash "Buscas algo" (Have a sweet hell/2008)
- Despistaos "Es importante" (Lo que hemos vivido/2008)
- Macaco "Puerto presente" (El vecindario/2010)
- Extremoduro "Golfa"  (Canciones Prohibidas/1998)